# Let Me In (film)
Let Me In is een Amerikaanse romantische horrorfilm uit 2010 onder regie van Matt Reeves. De productie is een Engelstalige remake van de Zweedse film Låt den rätte komma in (2008), die op zijn beurt is gebaseerd op een boek met diezelfde titel van John Ajvide Lindqvist. Let Me In won onder meer Saturn Awards voor beste thriller/horrorfilm en beste jonge acteur (Chloë Grace Moretz) en een National Board of Review Award als een van de top 10 onafhankelijke films van het jaar. De film ging op 13 september 2010 in wereldpremière op het Toronto Film Festival. In België verscheen hij op 6 oktober 2010 en in Nederland op 13 januari 2011.

## Verhaal
De 12-jarige Owen heeft zwaar te lijden onder de scheiding van zijn ouders, het gebrek aan aandacht van zijn moeder en zware dagelijkse pesterijen op school. Zijn belagers mishandelen hem daarbij niet alleen mentaal, maar ook fysiek. In het appartementengebouw van zijn moeder ontmoet Owen vervolgens Abby, een meisje van schijnbaar dezelfde leeftijd. Ze is net verhuisd naar de woning naast die van zijn moeder. Abby houdt Owen in het begin op afstand en vertelt hem dat ze nooit vrienden kúnnen worden. De twee worden het niettemin toch. Abby is in werkelijkheid alleen geen 'echt' klein meisje, maar een vampier van meer dan honderd jaar oud die lichamelijk niet meer veroudert sinds haar transformatie.

## Rolverdeling
- Kodi Smit-McPhee - Owen
- Chloë Grace Moretz - Abby
- Richard Jenkins - Thomas, "de Vader"
- Cara Buono - Owens moeder
- Elias Koteas - Politierechercheur / Stem Owens vader
- Dylan Minnette - Kenny
- Sasha Barrese - Virginia, Owens buurvrouw
- Ritchie Coster - Mr. Zoric
- Jimmy Pinchak - Mark
- Nicolai Dorian - Donald
- Colin Moretz - Kassier
- Brett DelBuono - Jimmy, Kenny's oudere broer